# Грам, Йёрген Педерсен
Йёрген Педерсен Грам (дат.  Jørgen Pedersen Gram ; 27 июня 1850 — 29 апреля 1916) — датский математик. Основные направления исследований — математическая статистика, теория чисел и линейная алгебра.

## Биография
Родился в селе Нуструп близ Хадерслева в крестьянской семье. В 1871 году окончил Копенгагенский университет. С 1875 года работал математиком страхового общества «Гафния». С 1896 года директор этого общества и председатель датского страхового совета, профессор датской лесной академии.
Наряду с прикладными статистическими исследованиями внёс заметный вклад в фундаментальную математику. Был талантливым вычислителем.
Грам был сбит велосипедом, когда шёл в академию и умер в результате этого несчастного случая.

## Вклад в математику
Развивал исследования, начатые П. Л. Чебышёвым в области теории приближения функций. Выявил связь между разложением в ряды ортогональных функций и проблемой наилучшего приближения методом наименьших квадратов.

### Линейная алгебра
В статье «О разложениях в ряд методом наименьших квадратов» (On series expansions determined by the methods of least squares) 1883 года предложил процесс Грама ― Шмидта. Его имя также носит матрица Грама.

### Теория чисел
Его статья «О количестве простых чисел меньших заданного числа» (Investigations of the number of primes less than a given number) в 1884 году получила золотую медаль датской академии наук. Грам нашёл более простой ряд для представления функции распределения простых чисел с помощью дзета-функции Римана.

### Математическая статистика
Грам одним из первых развил систематическую теорию асимметричных плотностей распределения, указав, что симметричное нормальное распределение лишь частный случай более общего класса вероятностных распределений.